# Yashin
Yashin war eine 2006 gegründete und 2016 aufgelöste Post-Hardcore-Band aus Glasgow.

## Geschichte

### Die ersten Jahre
Yashin wurde 2006 in der schottischen Stadt Glasgow von den beiden Schulfreunden Paul Travers (Gitarre) und Andrew McShane (Bassgitarre) gegründet. Kurz darauf stießen mit Michael Rice (Gesang), David Beaton (Schlagzeug) und Lewis Millen (Gitarre) weitere Mitglieder zu Yashin.
Durch ihre beiden veröffentlichten EPs Pay to Play (2007) und Miles Away But Getting Closer (2008) erreichte die Gruppe in der Hardcore-Punk-Szene nationale Bekanntheit. Im Oktober 2008 verließ Sänger Rice die Band. Die Gruppe fand in einer offenen Probe in dem Amerikaner Harry Radford und dem aus Glasgow stammenden Kevin Miles zwei neue Sänger.
Im April 2009 tourte Yashin gemeinsam mit Madina Lake und The Audition durch Großbritannien und Europa, ehe sich die Gruppe im November für arbeiten an ihrem Debütalbum zurückzog.

### Put Your Hands Where I Can See Them
Am 1. Februar 2010 veröffentlichte die Gruppe ihr Debütalbum Put Your Hands Where I Can See Them, das von Romesh Dodangoda (Funeral for a Friend, Kids in Glass Houses und The Blackout) in den Long Wave Studios in der walisischen Hauptstadt Cardiff aufgenommen und über Tema International veröffentlicht wurde.
Im Anschluss folgten mehrere Auftritte: Zuerst im März eine Headliner-Tour mit Glamour of the Kill und danach eine 21 Konzerte umfassende Tournee im September. Im Dezember spielte Yashin als Vorgruppe der amerikanischen Band Emarosa auf deren UK-Tour. Am 31. Januar 2011 hatte die Gruppe ein Konzert im Vorprogramm von A Day to Remember in der O2 Academy in Glasgow.
Im März 2011 spielte Yashin als Vorgruppe von Red Jumpsuit Apparatus auf deren England-Tournee. Im Juni hatte die Gruppe einen Auftritt auf dem Download-Festival und auf dem Nova Rock in Österreich sowie einen gemeinsamen Auftritt mit der Band Korn. 2011 war Yashin Vorgruppe für Papa Roach und Black Veil Brides. 2012 tourte die Gruppe im Rahmen der The Last One Standing Tour erneut durch Großbritannien.

### We Created a MonsterundThe Renegades
Anfang 2012 startete die Gruppe eine Kampagne zur Finanzierung der Produktion ihres zweiten Studioalbums, dass den Namen We Created a Monster heißen sollte, bei PledgeMusic. Die Musiker konnten den angestrebten Beitrag übertreffen, wodurch das Album realisiert wurde. Das Album erschien am 25. Juli 2012 über Triple G Music. Vom 9. bis 25. März 2012 tourte die Gruppe exzessiv durch das Vereinigte Königreich.
Am 18. Mai 2015 wurde die Gruppe von Sony Music unter Vertrag genommen. Am selben Tag wurde das dritte Studioalbum mit dem Titel The Renegades angekündigt, welches ursprünglich Ende 2015 veröffentlicht werden sollte. Im Dezember wurde allerdings angekündigt, dass das Veröffentlichungsdatum des Albums auf dem 26. Februar 2016 verschoben wird. Vom Oktober bis Dezember 2015 tourte die Gruppe mit Crossfaith, Head PE und Skindred durch Europa. Am 4. August 2016 gab die Gruppe ihre Auflösung bekannt. Eine geplante Europatournee mit Vampires Everywhere! im Herbst wurde abgesagt.

## Erfolg
Die Gruppe hat bereits einen großen Bekanntheitsgrad in der Hardcore-Punk-Szene erreicht. Neben Auftritten mit bekannten Bands wie Lostprophets, Enter Shikari, Gallows, Papa Roach, A Day to Remember und Black Veil Brides konnte die Band auch an bekannten Freiluftkonzerten wie dem Download-Festival, Pukkelpop, SlamDunk Festival und dem Nova Rock spielen.
Zudem hat die Gruppe in den Medien bereits größere Resonanz erhalten. So wurde Yashin von Daniel P. Carter von BBC Radio 1 Rock show für den Unsigned Song of the Week gewählt. Das Musikvideo Stand Up wurde bei KerrangTV zum Video der Woche gewählt.

## Diskografie

### Alben
- 2010: Put Your Hands Where I Can See Them (Tema International)
- 2012: We Created a Monster
- 2016: The Renegades

### EPs
- 2007: Pay to Play (Tema International)
- 2008: Miles Away but Getting Closer (Tema International)
- 2012: Revolution
- 2012: Runaway Train – EP